# Ullin (Illinois)
Ullin es una villa ubicada en el condado de Pulaski en el estado estadounidense de Illinois. En el Censo de 2010 tenía una población de 463 habitantes y una densidad poblacional de 62,44 personas por km².

## Geografía
Ullin se encuentra ubicada en las coordenadas 37°16′42″N 89°10′36″O / 37.27833, -89.17667. Según la Oficina del Censo de los Estados Unidos, Ullin tiene una superficie total de 7,42 km², de la cual 7,28 km² corresponden a tierra firme y (1,82%) 0,13 km² es agua.

## Demografía
Según el censo de 2010, había 463 personas residiendo en Ullin. La densidad de población era de 62,44 hab./km². De los 463 habitantes, Ullin estaba compuesto por el 67,82% blancos, el 27,43% eran afroamericanos, el 0,86% eran amerindios, el 0,43% eran asiáticos, el 0% eran isleños del Pacífico, el 0% eran de otras razas y el 3,46% pertenecían a dos o más razas. Del total de la población el 0,86% eran hispanos o latinos de cualquier raza.